# State Shield 2002/03
Die State Shield 2002/03 war die 32. Austragung der nationalen List-A-Cricket-Meisterschaft in Neuseeland. Der Wettbewerb wurde zwischen dem 28. Dezember 2002 und 1. Februar 2003 zwischen den sechs neuseeländischen First-Class-Mannschaften ausgetragen. Im Finale konnten sich die Northern Knights gegen die Auckland Aces mit 17 Runs durchsetzen.

## Format
Die sechs Mannschaften spielen in einer Gruppe jeweils zwei Mal gegen die anderen Mannschaften. Für einen Sieg gibt es vier Punkte, für ein Unentschieden oder No Result zwei und für eine Niederlage keinen Punkt. Ein Bonuspunkt wird vergeben, wenn bei einem Spiel die eigene Run Rate die des Gegners um das 1,25-Fache übersteigt. Des Weiteren ist es möglich, dass Mannschaften Punkte abgezogen bekommen, wenn sie beispielsweise zu langsam spielen. Der Zweit- und Drittplatzierte der Vorrunde spielen ein Halbfinale, dessen Sieger gegen den Ersten der Vorrunde im Finale den Sieger des Turniers ermitteln.

## Resultate

### Gruppenphase
Tabelle
| Teams              | Sp. | S | N | U | R | NR | A | BP | Ded | Punkte | NRR    |
| ------------------ | --- | - | - | - | - | -- | - | -- | --- | ------ | ------ |
| Auckland           | 10  | 6 | 3 | 0 | 0 | 1  | 0 | 1  | 0   | 27     | +0.067 |
| Wellington         | 10  | 5 | 4 | 0 | 0 | 1  | 0 | 3  | 0   | 25     | +0.014 |
| Northern Districts | 10  | 5 | 5 | 0 | 0 | 0  | 0 | 3  | 0   | 23     | −0.032 |
| Canterbury         | 10  | 4 | 5 | 0 | 0 | 1  | 0 | 3  | 0   | 21     | +0.481 |
| Central Districts  | 10  | 3 | 4 | 0 | 0 | 3  | 0 | 2  | 0   | 20     | −0.091 |
| Otago              | 10  | 3 | 5 | 0 | 0 | 2  | 0 | 2  | 0   | 18     | −0.498 |

## Playoffs

### Halbfinale
| 29. Januar Scorecard | Wellington | Wellington 137 (46.4)                    | – | Northern Districts 138-6 (39) |
|                      |            | Northern Districts gewinnt mit 4 Wickets |   |                               |

### Finale
| 6. Februar Scorecard | Christchurch | Northern Districts 234-7 (50)          | – | Auckland 217-7 (50) |
|                      |              | Northern Districts gewinnt mit 17 Runs |   |                     |